# قطعنامه ۱۴۴۶ شورای امنیت
قطعنامه ۱۴۴۶ شورای امنیت سازمان ملل متحد که در تاریخ ۰۴ دسامبر ۲۰۰۲ تصویب شد، سندی بین‌المللی دربارهٔ بررسی وضعیت در سیرالئون است. این قطعنامه طی نشست ۴۶۵۴ام با ۱۵ رای موافق، ۰ مخالف و ۰ ممتنع تصویب شد.